# Histoire de l'imprimerie en Extrême-Orient
L’histoire de l'imprimerie en Extrême-Orient commence avec l'estampage de stèles gravées sur papier depuis la dynastie Han (206 av. J.-C. — 220 ap. J.-C.). Elle se poursuit avec l'utilisation de l'impression xylographique sur tissu puis sur papier à la fin du VIIe siècle, et l'invention des caractères mobiles en bois par les artisans est-asiatiques de la dynastie Song vers le XIe siècle. L'utilisation de la xylographie se répand rapidement aux autres pays de l'Asie de l'Est. Pendant que les Chinois n'utilisent d'abord que les caractères mobiles en argile ou en bois, les Coréens sont pionniers dans l'utilisation des mêmes en fer vers le XIIe siècle.
L'impression de style occidental se fait connaître en Extrême-Orient vers le XVIe siècle mais n'est complètement adopté que plusieurs siècles plus tard.

## L'impression par bloc xylographique

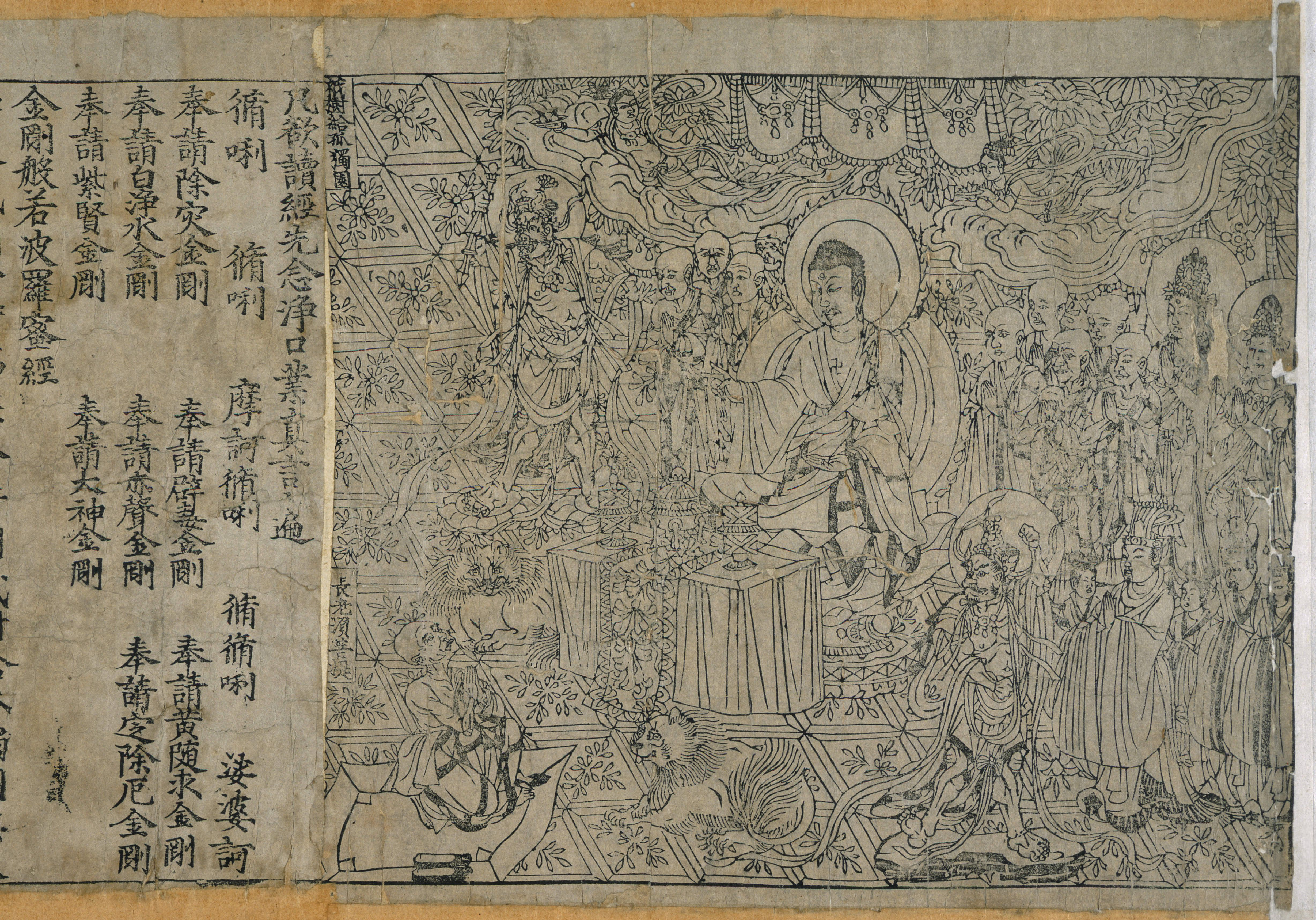
Le frontispice complexe du Sutra du Diamant datant de la dynastie Tang, en Chine, en 868 (British Museum)

Traditionnellement, il y a eu deux principales techniques d'impression en Asie : la xylographie et l'imprimerie au moyen de caractères mobiles. Dans la technique de la xylographie, l'encre est appliquée à des lettres taillées sur un unique bout de bois qui est par la suite pressé sur du papier. Avec les caractères mobiles, le support est assemblé en utilisant différents caractères, selon les besoins de ce qui doit être imprimé. L'impression avec support de bois est utilisé en Extrême Orient depuis le VIIIe siècle et les caractères spéciaux en métal depuis le XIIe siècle.
Le plus vieil exemplaire d'impression xylographique sur papier, où des feuilles de papier individuelles sont pressées sur des blocs de bois avec le texte et l'illustration taillés directement dessus, est découvert en 1974 lors d'une fouille à Xi'an (jadis appelée Chang'an, lorsqu'elle était la capitale de la Chine Tang) dans la province du Shaanxi 陕西 en Chine. C'est un dharanisutra imprimé sur du papier de chanvre et daté d'environ 650-670, pendant la dynastie Tang (618-907). Un autre document imprimé datant de la première moitié de la dynastie Tang a été trouvé ; le Saddharmapunṇḍarīkasutra ou Sutra du Lotus, imprimé entre 690 et 699.
En Corée, un exemple d'impression xylographique datant du VIIIe siècle a été découvert en 1966. Une copie du dharanisutra bouddhiste, appelée dharanisutra de la « lumière pure » (en hangeul : 무구정광대다라니경 ; en hanja : 無垢淨光大陀羅尼經 ; en romanisation révisée du coréen : Mugu jeonggwang dae darani-gyeong), découverte à Gyeongju en Corée du Sud dans une pagode de la dynastie de Silla, a été restaurée en 751, n'est pas datée mais a probablement été créée avant la reconstruction de la pagode Shakyamuni du temple Pulguk, dans la province de Kyongju en 751,,,,, et plus précisément, selon les estimations : pas après 704.

### Le processus d'impression
Le manuscrit est transcrit sur des feuilles légèrement cirées par un calligraphe professionnel. La feuille de papier est retournée et placée sur le bloc, sur lequel une fiche couche de pâte de riz est étalée, tandis que le dos est frotté avec une brosse plate dont les filaments sont faits de fibre de palme afin de laisser une impression claire de la partie encrée. La gravure utilise un ensemble d'outils tranchants pour couper les caractères et un outil à double tranchant pour éliminer les surfaces résiduelles. Le couteau est tenu comme un poignard dans la main droite et est guidé par le majeur de la main gauche. On taille d'abord les lignes verticales, puis le bloc est tourné à 90 degrés et on taille les lignes horizontales.
Quatre corrections d'épreuves sont en général requises : la transcription, la transcription corrigée, le premier état imprimé à partir du bloc, et enfin de dernières légères corrections. Une petite correction à un bloc peut être faite en faisant une légère entaille et en martelant les coins. De plus grandes erreurs nécessitent une incrustation. Après tout cela, le bloc est nettoyé pour enlever tout copeau restant.
Pour l'impression, le bloc xylographique est fermement fixé sur une table. L'imprimeur encre une brosse de crin de cheval ronde pour appliquer de l'encre dans un mouvement vertical. Le papier est par la suite étendu sur le bloc et frotté avec une longue et fine compresse pour transférer l'impression sur le papier. On retire enfin celui-ci et on l'accroche pour qu'il sèche. À cause du processus de frottement, l'impression n'est faite que sur un seul côté du papier, et celui-ci est plus fin qu'en Occident, mais on imprime généralement deux feuilles à la fois.
Des exemplaires étaient souvent faits en rouge ou en bleu, mais l'encre noire était toujours celle que l'on utilisait pour la production. On dit qu'un imprimeur habile pouvait produire jusqu'à 1 500 ou 2 000 feuilles par jour. Les blocs pouvaient être entreposés puis réutilisés si des exemplaires supplémentaires étaient demandés. 15 000 impressions peuvent être faites depuis un même bloc, et 10 000 supplémentaires après des retouches.

### Développement de l'imprimerie en Asie

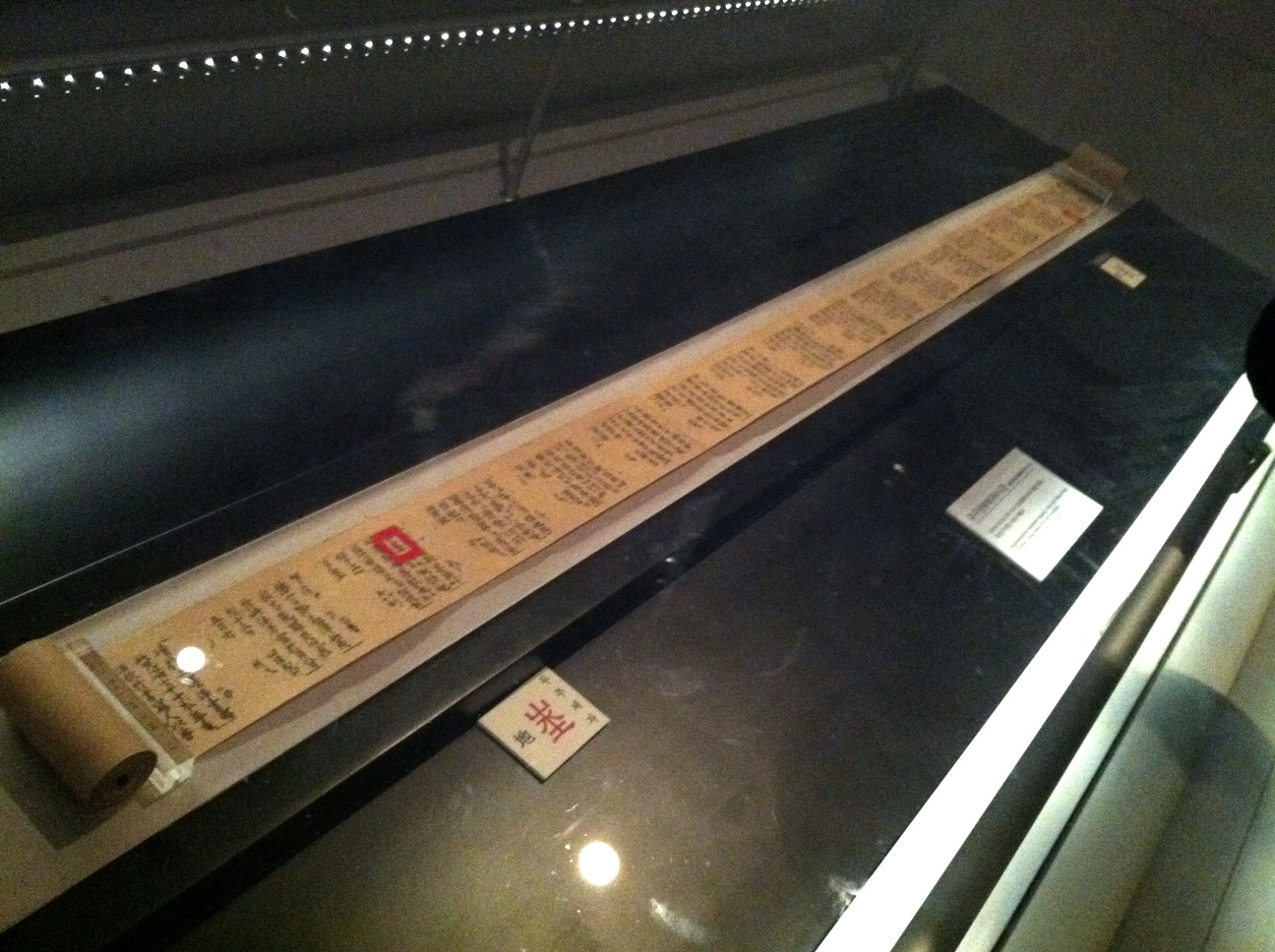
Réplique du Dharanisutra, la plus vielle estampe xylographique (av. 704).

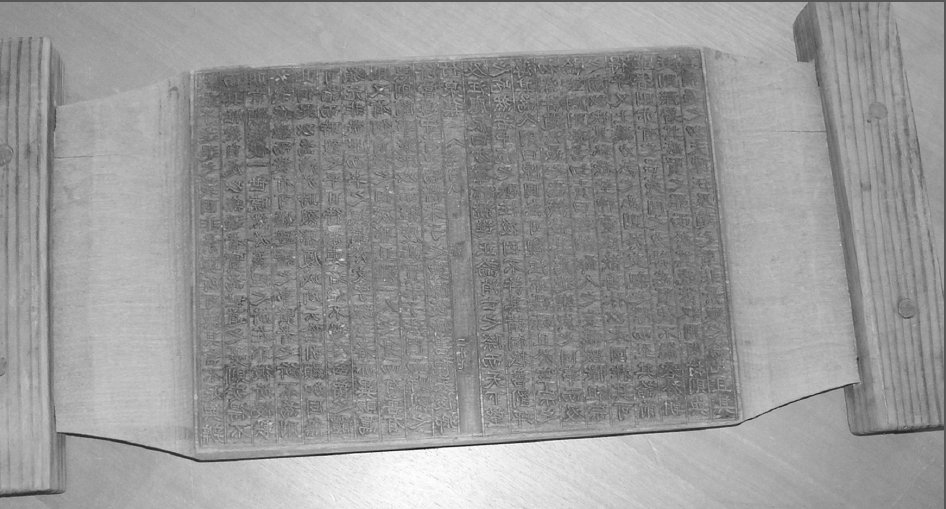
Une des plaquettes ayant servi à imprimer le Tripitaka Koreana

L'imprimerie apparaît en Chine en 593. Son utilisation s'étend à mesure que le bouddhisme se répand sur le territoire.
Le parchemin bouddhiste connu sous le nom de Grand Dharanisutra de la Lumière Immaculée et Pure est actuellement la plus vieille estampe xylographique encore conservée,. Il a été publié en Corée avant l'année 751, sous la dynastie de Silla. Ce Daranisutra a été trouvé parmi d’autres reliques en octobre 1966 dans la pagode Sakyamuni (Seokgatap), du temple Bulguksa à Gyeongju, en Corée, pendant que l'on démantelait la tour pour réparer le sari. Une partie du Darani gyeongmun 8-9 est imprimée sous forme de rouleau. Le Tripitaka Koreana est imprimé entre 1011 et 1082. Il s'agit de la plus ancienne et plus complète version intacte du canon bouddhiste. Une réimpression a lieu en 1237-1251, utilisant 81 258 blocs de bois de magnolia, taillés sur les deux côtés, organisées en 1 496 titres et 6 568 volumes, et qui sont toujours conservés, intacts, à Haeinsa. Un bureau d'impression a été établi dans l'Académie nationale en 1101 et la collection du gouvernement de Goryeo en compte plusieurs dizaines de milliers.
Au Japon, un millier de copies du Sūtra du Lotus ont été imprimées en 1009 sans intention de les présenter à des lecteurs, ce qui a affecté leur lisibilité. Le développement de l'impression hors des cercles bouddhistes ne s'est pas fait avant la fin du XVIe siècle.
La tendance de développement vers l'ouest de l'impression commence à l'est du Turkestan où des impressions en ouïghour apparaissent vers 1300, bien que la numérotation des pages et la description des illustrations sont en chinois. Aussi bien l'impression par blocs xylographiques que celle par caractères mobiles sont découvertes au Tourfan, ainsi que plusieurs centaines de types en bois pour Uighur. Après que les Mongols ont conquis Turfan, un grand nombre d'Uighurs sont recrutés par l'armée mongole et depuis que celle-ci a envahi la Perse au milieu du XIIIe siècle, la monnaie de papier est imprimée à Tabriz en 1294 en suivant le système chinois. La première description du système chinois de l'histoire est faite par Rashid al-Din en 1301-1311.
Environ une cinquantaine de matériels imprimés ont été trouvés en Égypte : ils ont été imprimés entre 900 et 1300 à l'encre noire sur papier avec la méthode de friction dans le style chinois. Bien qu'il n'y ait pas de preuve de transmission, les experts pensent qu'il y a une connexion.
Selon l'expert en imprimerie A. Hyatt Mayor, « ce sont les Chinois qui ont réellement découvert les moyens de communication qui prévaudraient jusqu'à notre ère ». Les deux méthodes d'impression — par bloc ou par caractère mobile — sont remplacées dans la deuxième moitié du XIXe siècle par l'impression occidentale, initialement la lithographie.

## L'impression par caractères mobiles

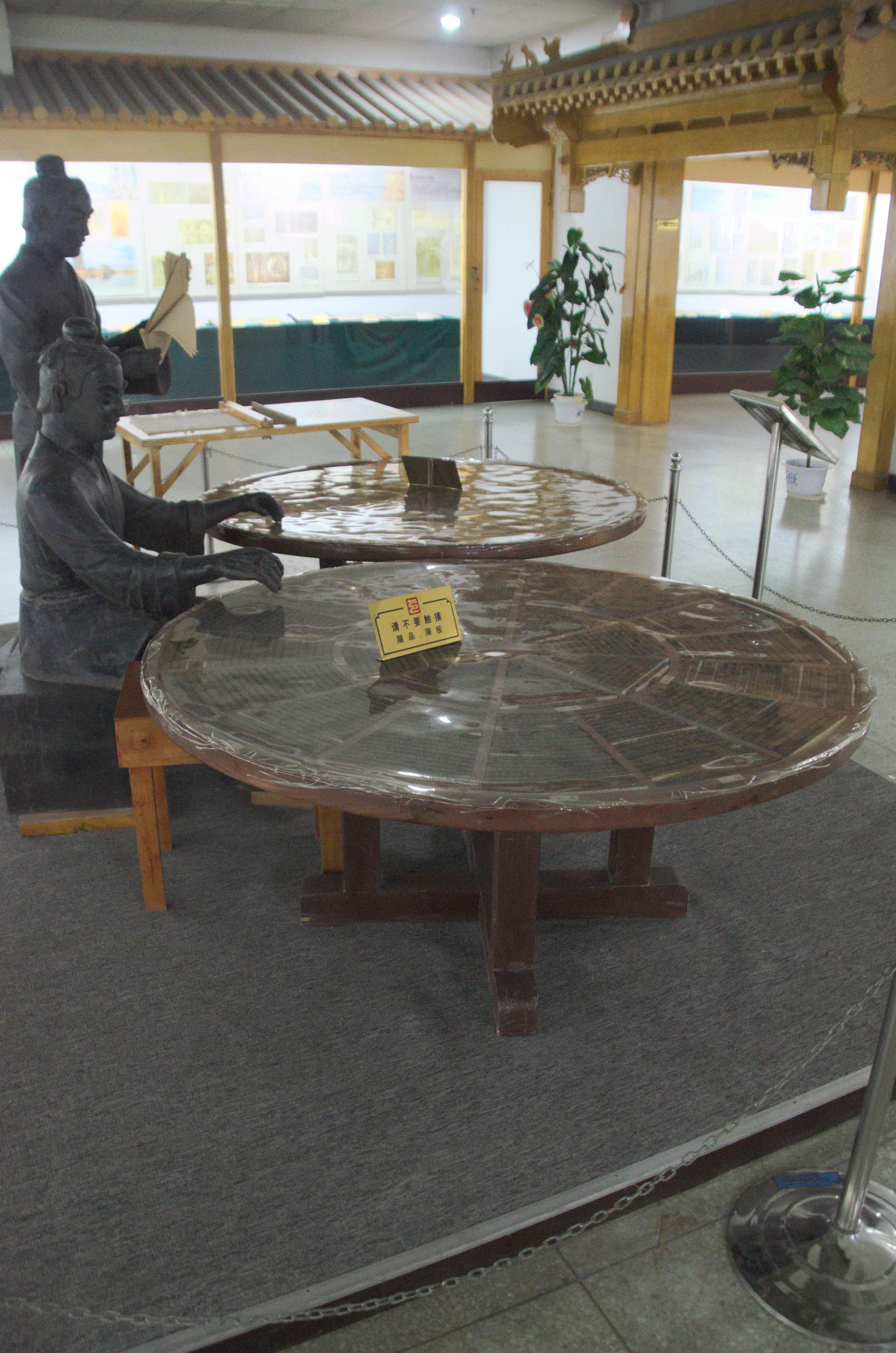
Reconstitution de l'outil de Bi Sheng au Musée de l'imprimerie de Chine

### Caractères mobiles de céramique en Chine
Bi Sheng (en chinois traditionnel : 畢昇, 990–1051) développe le premier système à caractères mobiles connu ; il a servi à imprimer en Chine vers 1040 lors de la dynastie Song, en utilisant comme matériau de la céramique,. Ainsi que le décrit le spécialiste chinois Shen Kuo (en chinois simplifié : 沈括, 1031–1095) :

« Quand il souhaitait imprimer, il prenait un cadre en fer et la disposait sur la plaque de fer ; il y plaçait les caractères mobiles, placés côte à côte. Quand le cadre était plein, le tout faisait un solide bloc de caractères. Il le plaçait ensuite près du feu pour le réchauffer. Quand la plaque [au derrière] était légèrement fondue, il prenait une douce planche et la pressait sur la superficie, afin que le bloc de caractères devînt aussi uniforme qu'une pierre à aiguiser.

Pour chaque caractère, il y avait plusieurs caractères mobiles, et pour certains caractères communs, il y avait 20 caractères mobiles ou plus chacun, afin d'être préparés pour la répétition des caractères sur une même page. Quand les caractères n'étaient pas utilisés, il les rangeait avec des étiquettes de papier, une étiquette pour chaque groupe de rimes, et les gardait dans des casiers en bois.

Si l'un devait être imprimé en seulement deux ou trois exemplaires, cette méthode n'était ni simple ni facile. Mais pour imprimer des centaines ou des milliers d'exemplaires, c'était merveilleusement rapide. Il avait pour règle d'en faire marcher deux à la fois. Pendant que l'impression se faisait à partir d'un ensemble, on disposait des caractères mobiles dans un autre. Quand l'impression de l'un était terminée, l'autre était prête. Ainsi, les deux ensembles alternés et l'impression étaient faits avec une grande rapidité. »

En 1193, Zhou Bida, un officier de la dynastie Song du Sud, réalise un ensemble de méthodes de caractères mobiles de terre cuite, selon la méthode décrite par Shen Kuo dans son Meng xi bi tan, et imprime son ouvrage Notes sur le Couloir de Jade (玉堂杂记).
Les affirmations selon lesquelles les caractères en terre cuite de Bi Sheng étaient « fragiles », « pas pratiques pour des impressions à grande échelle » et « duraient peu » ont été réfutées par des expériences. Bao Shicheng (1775–1885) a écrit que les caractères mobiles de terre cuite étaient « aussi durs et épais que des cornes » ; les expériences montrent que ces caractères, après avoir été cuits dans un four, devenaient durs et difficiles à casser, au point qu'ils restaient intacts après être tombés de deux mètres de haut sur un sol de marbre. La Corée pourrait avoir essayé les caractères mobiles de terre cuite, mais sans grand succès, probablement à cause de l'interprétation erronée de la description de Shen Kuo — « aussi fin qu'une monnaie » —, qui faisait référence à la profondeur de la matrice du caractère plutôt qu'à la longueur totale du caractère mobile. Celle-ci était en Chine d'environ 1 à 2 centimètres et non 2 millimètres. L'impression par caractères de terre cuite était pratiquée en Chine depuis la dynastie Song jusqu'à la dynastie Qing : elle ne durait donc pas peu. Des livres étaient toujours imprimés avec des caractères de céramique en Chine en 1844.

### Caractères mobiles de bois en Chine
Les caractères mobiles de bois sont également d'abord développés vers 1040 par Bi Sheng, ainsi que l'expose le spécialiste chinois Shen Kuo, mais sont abandonnés en faveur des caractères de terre cuite à cause de la présence de fils de bois et des irrégularités du bois après qu'il est trempé dans l'encre,

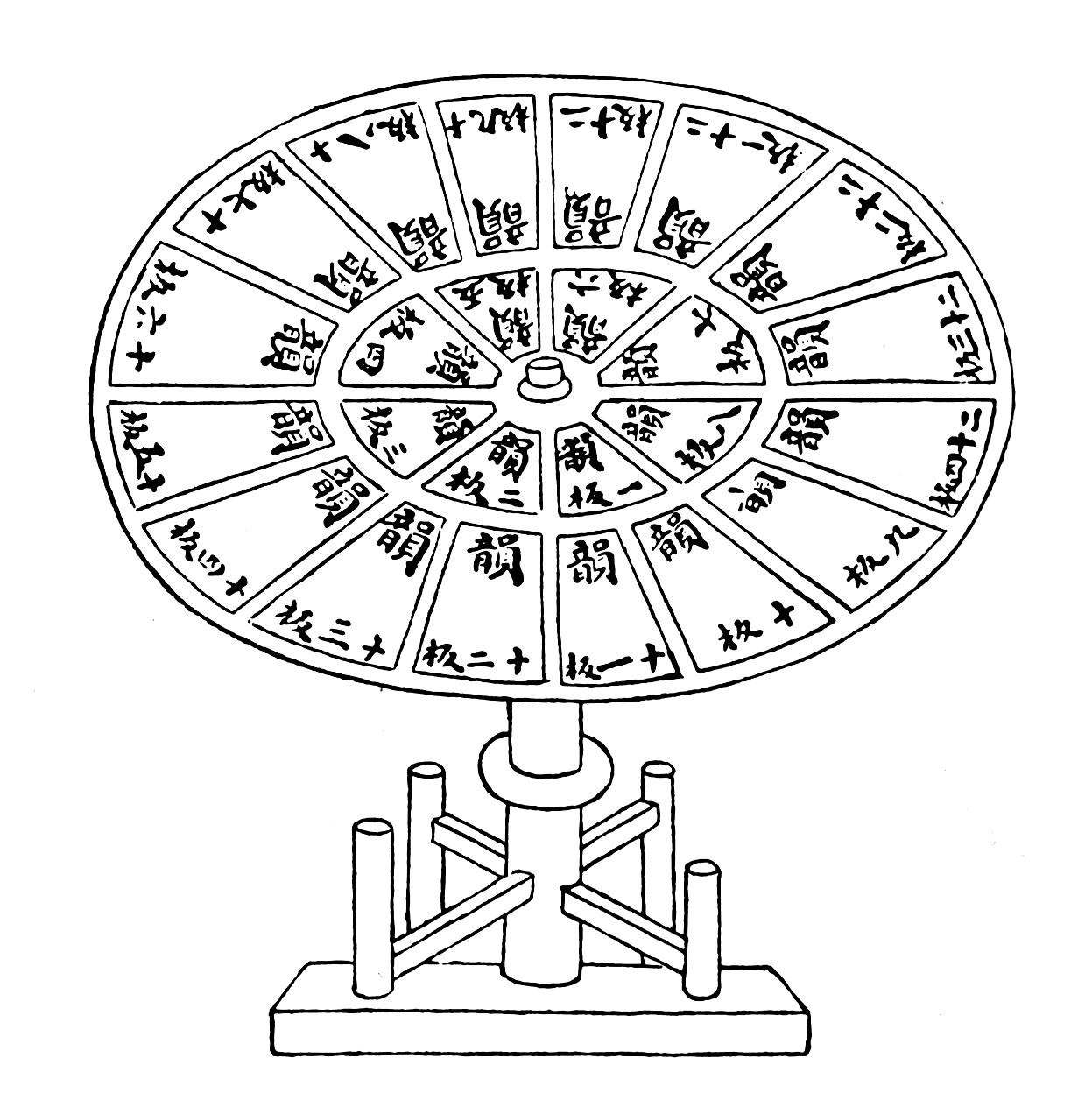
Un ensemble de caractère en bois tournants en Chine. Tiré du livre de Wang Zhen, Livre d'agriculture de Wang Zhen, publié en 1313.

En 1298, Wang Zhen (en chinois traditionnel : 王祯/王禎, 1290-1333), un officier gouvernemental de la dynastie Yuan au xian de Jingde, dans la province chinoise d'Anhui, réinvente une méthode pour fabriquer des caractères mobiles en bois. Il en fait plus de 30 000 et imprime 100 copies des Archives du xian de Jingde (en chinois traditionnel : 旌德县志), un livre de plus de 60 000 caractères chinois. Peu après, il consigne son invention dans son livre Une méthode pour fabriquer des caractères mobiles en bois pour l'impression de livres[réf. nécessaire]. Ce système est plus tard amélioré en pressant les blocs de bois dans du sable et en moulant des caractères métalliques par la dépression en cuivre, bronze, fer ou étain. Cette nouvelle méthode surpasse la plupart des défauts de l'Impression au bloc de bois. Plutôt que tailler manuellement un bloc individuel pour imprimer une seule page, les caractères mobiles permettent un assemblage rapide d'une page de texte. De plus, ces nouveaux et plus compacts caractères peuvent être réutilisés et rangés,.
En 1322, Ma Chengde (en chinois traditionnel : 马称德), un officier de Fenghua à Zhejiang, réalise environ 100 000 caractères mobiles en bois et imprime l'ouvrage en 43 volumes Daxue Yanyi (en chinois traditionnel : 大学衍义).
Les caractères mobiles en bois sont depuis très régulièrement utilisés en Chine, et en 1733, un ouvrage de 2300 pages, Palais de Wuying : édition des pierres précieuses collectées (en chinois traditionnel : 武英殿聚珍版丛书), est imprimé en un an avec 253 500 caractères mobiles en bois, sur l'ordre de l'empereur Yongzheng.
Plusieurs livres imprimés en écriture tangoute pendant la dynastie des Xia Occidentaux (1038–1227) sont connus, parmi lesquels le Auspicious Tantra of All-Reaching Union (en), qui a été découvert dans les ruines de la Pagode carrée de Baisigou, dans le xian de Helan (Ningxia, Chine) en 1991, que l'on croit avoir été imprimé lors du règne de l'empereur Renzong des Xia occidentaux (1139-1193) ; il est considéré par plusieurs experts chinois comme le plus vieux livre existant imprimé avec des caractères mobile en bois,.
Une difficulté particulière a été les problèmes de logistique de manipuler les plusieurs milliers de logogrammes dont la commande est requise pour une complète alphabétisation en chinois médiéval. Il était plus rapide de tailler un bloc de bois par page que de composer une page à partir de tant de caractères différents. Cependant, si l'on voulait utiliser plusieurs fois les caractères mobiles pour un même document, la rapidité d'impression pourrait être relativement plus rapide.
Bien que les caractères mobiles en bois soient plus endurants aux manipulations et à l'effort mécanique, l'impression répétée les abîme et ils ne peuvent être remplacés qu'en en taillant de nouveaux.

### Caractères mobiles de fer en Chine
L'impression par caractères mobiles en bronze a été inventée en Chine au XIIe siècle, selon au moins 13 pièces trouvées dans ce pays ; il s'agit de grandes plaques de bronze destinées à imprimer sur du papier-monnaie, ainsi que des documents formels officiels publiés lors des dynasties Jin (1115-1234) et des Song du sud (1127–1279) et des caractères de bronze incrustés dans la plaque pour empêcher la contrefaçon. L'impression de papier-monnaie de ce genre remonte au XIe siècle et à la devise jiaozi des Song du nord (960–1127).

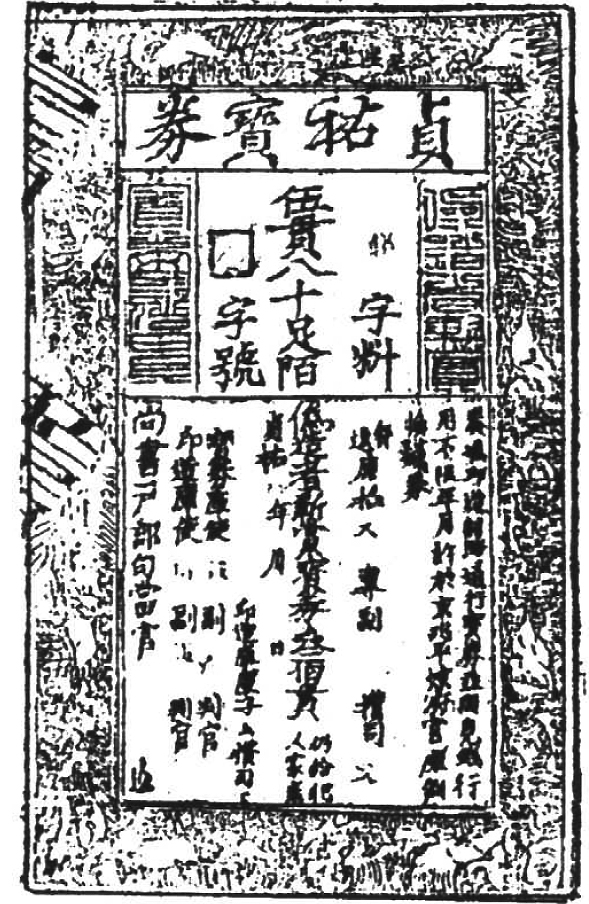
Plaque de cuivre de 1215–1216 d'un billet de 5000 wén de la dynastie Jin (1115-1234) avec des marques de contrefaçon de caractères mobiles de bronze.

Un exemple typique de ce genre d'impression au bloc de cuivre avec caractères de bronze intégrés est un « chèque » imprimé de la dynastie Jin possédant deux emplacements creusés de forme carrée pour y incruster deux caractères mobiles de bronze, sélectionnés parmi 1 000 caractères, de telle manière que chaque papier-monnaie imprimé a des combinaisons différentes de marques. Un papier-monnaie imprimé d'un bloc de cuivre daté d'environ 1215-1216 montre deux caractères spéciaux : l'un est appelé Ziliao et l'autre Zihao, afin de prévenir la contrefaçon. Sur celui de Ziliao, il y a un petit caractère (輶) imprimé avec un caractère mobile de cuivre, tandis que sur l'autre, il y a un trou carré vide — le caractère de métal associé semble avoir été perdu. Un autre exemple de monnaie de la dynastie Song de la même période a deux emplacement carrés vides, les deux caractères ayant été perdus. Le papier-monnaie de la dynastie Song imprimé à partir d'un bloc de bronze avec des caractères mobiles métalliques imbriqués a été produit en grande quantité et a circulé pendant longtemps.
Dans le livre Zao Huozi Yinshufa (« 造活字印书法 »/« 造活字印書法 », 1298) de Wang Zhen, officier du début de la dynastie Yuan (1271-1368), il est fait mention de caractères mobiles d'étain, qui ont probablement été utilisés depuis la dynastie Song du sud (1127–1279), mais il semble que ce n'était que très expérimental. Son incompatibilité avec le processus d'encrage était insatisfaisant, ce qui explique que la technique n'ait pas été plus exploitée.
Pendant l'Empire mongol (1206–1405), l'impression par caractères mobiles se développe de la Chine vers l'Asie centrale. Les Ouïghours d'Asie centrale utilisaient cette technique ; leur écriture, qu'ils ont adoptée de la langue mongole et certains mots chinois imprimés entre les pages constituent de fortes preuves que les livres étaient imprimés en Chine.

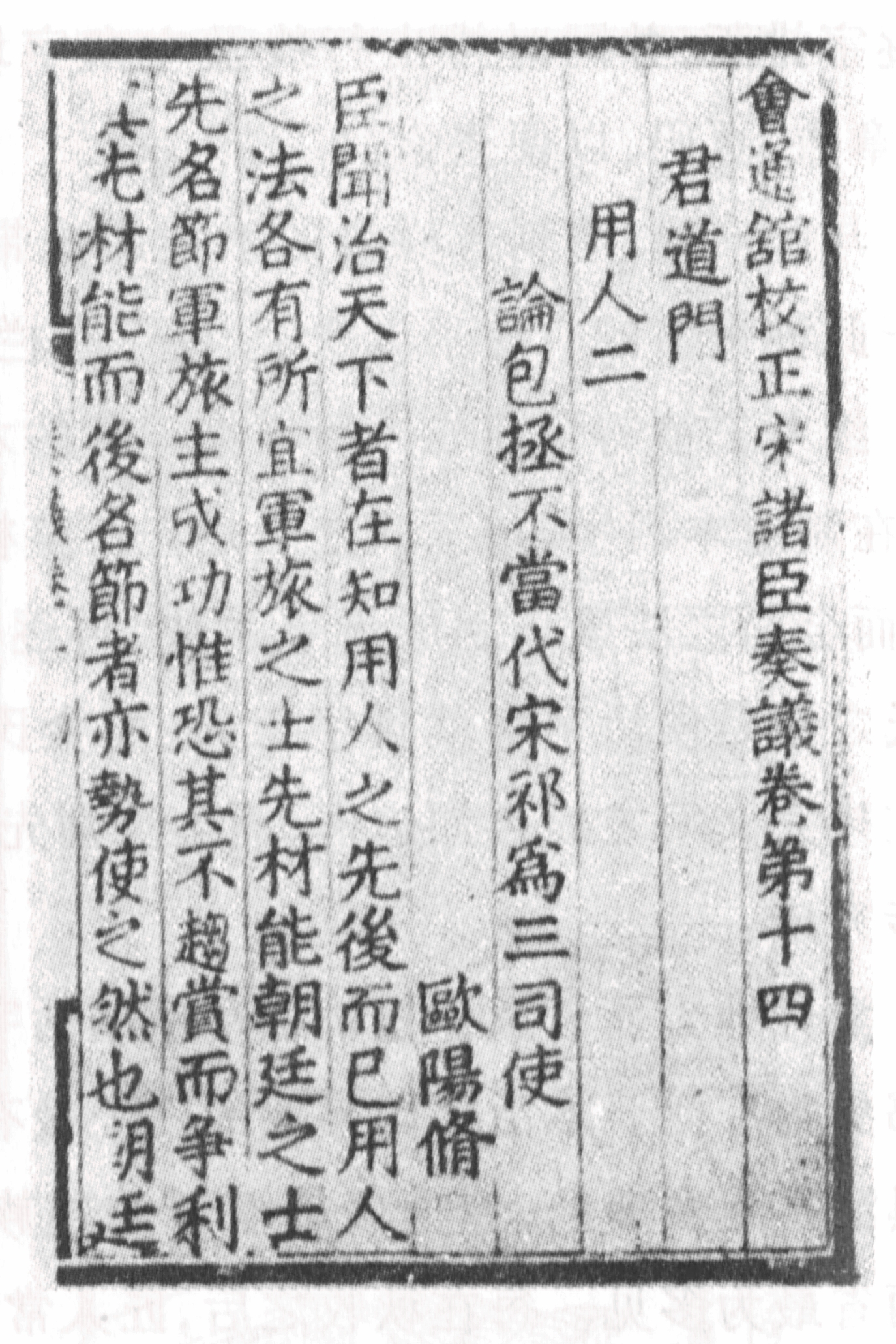
Page d'un des livres imprimé par Hua Sui en 1490, utilisant les caractères mobiles en métal.

Pendant la dynastie Ming (1368–1644), Hua Sui utilise en 1490 des caractères mobiles de bronze pour imprimer des livres. En 1574, les 1 000 volumes de l'encyclopédie massive Taiping Yulan sont imprimés par ce même moyen.
En 1725, le gouvernement de la dynastie Qing fabrique 250 000 caractères mobiles de bronze distincts et imprime 64 ensembles pour l'ouvrage encyclopédique Gujin tushu jicheng (« Grande Encyclopédie impériale illustrée des temps passé et présent »). Chaque ensemble est constitué de 5 040 volumes, pour un total de 322 560 volumes imprimés en utilisant des caractères mobiles.